# Atletismo nos Jogos Pan-Americanos de 2019 - Lançamento de disco masculino
A competição do lançamento de disco masculino foi um dos eventos do atletismo nos Jogos Pan-Americanos de 2019, em Lima, no Peru. A prova foi realizada no dia 6 de agosto.

## Calendário
Horário local (UTC-5).
| Data        | Horário | Fase  |
| ----------- | ------- | ----- |
| 6 de agosto | 15:30   | Final |

## Medalhistas
| Ouro   | JAM Fedrick Dacres      |
| Prata  | JAM Traves Smikle       |
| Bronze | USA Reginald Jagers III |

## Recordes
Recordes mundial e pan-americano antes da disputa dos Jogos Pan-Americanos de 2019.
| Tipo                             | Atleta        | Marca   | Local          | Data                 |
| -------------------------------- | ------------- | ------- | -------------- | -------------------- |
|                                  | Jürgen Schult | 74,08 m | Neubrandenburg | 6 de junho de 1986   |
| Recorde dos Jogos Pan-Americanos | Luis Delís    | 67,32 m | Caracas        | 25 de agosto de 1983 |

Os seguintes novos recordes foram estabelecidos durante esta competição. 
| Data        | Prova | Atleta         | Nacionalidade | Distância | Recordes                         |
| ----------- | ----- | -------------- | ------------- | --------- | -------------------------------- |
| 6 de agosto | Final | Fedrick Dacres | Jamaica       | 67.68     | Recorde dos Jogos Pan-Americanos |

## Resultado final
Os resultados foram os seguintes:  
| Posição           | Atleta              | Nacionalidade      | #1    | #2    | #3    | #4    | #5    | #6    | Resultado | Notas                            |
| ----------------- | ------------------- | ------------------ | ----- | ----- | ----- | ----- | ----- | ----- | --------- | -------------------------------- |
| Medalha de ouro   | Fedrick Dacres      | JAM Jamaica        | 66.14 | 67.68 | x     | 65.02 | 65.07 | x     | 67.68     | Recorde dos Jogos Pan-Americanos |
| Medalha de prata  | Traves Smikle       | JAM Jamaica        | 62.96 | x     | 64.23 | 63.92 | 65.02 | 63.48 | 65.02     |                                  |
| Medalha de bronze | Reginald Jagers III | USA Estados Unidos | x     | 64.48 | x     | x     | x     | x     | 64.48     |                                  |
| 4                 | Jorge Fernández     | CUB Cuba           | 63.21 | 64.24 | 63.73 | 63.58 | 62.42 | 62.33 | 64.24     |                                  |
| 5                 | Mauricio Ortega     | COL Colômbia       | 58.69 | 61.15 | 59.91 | x     | x     | x     | 61.15     |                                  |
| 6                 | Juan Caicedo        | ECU Equador        | 56.92 | 57.81 | x     | x     | x     | x     | 57.81     |                                  |
| 7                 | Josh Boateng        | GRN Granada        | 56.92 | x     | 55.31 | 55.88 | 55.20 | 56.61 | 56.92     |                                  |
| 8                 | Abel Gilet          | HAI Haiti          | x     | 47.26 | x     | x     | 48.76 | 48.39 | 48.76     |                                  |
| 9                 | Brian Williams II   | USA Estados Unidos | x     | x     | x     |       |       |       | NM        |                                  |
| 9                 | Claudio Romero      | CHI Chile          | x     | x     | x     |       |       |       | NM        |                                  |

Legenda
| Recorde mundial                  | Recorde mundial (World record)               |                       | Recorde africano                      | Recorde africano (African) |                                           | Q | Classificado por posição (Qualified) |
| Recorde dos Jogos Pan-Americanos | Recorde pan-americano (Pan-American record)  | Recorde da América    | Recorde da América (Americas)         | q                          | Classificado por melhor tempo (Qualified) |   |                                      |
| Melhor marca do ano              | Melhor marca do ano (World leading)          | Recorde asiático      | Recorde asiático (Asian)              | DNS                        | Não largou (Did not start)                |   |                                      |
| Recorde nacional                 | Recorde nacional (National record)           | Recorde europeu       | Recorde europeu (European)            | DNF                        | Não terminou (Did not finish)             |   |                                      |
| Recorde pessoal                  | Recorde pessoal do atleta (Personal best)    | Recorde da Oceania    | Recorde da Oceania (Oceania)          | DSQ / DQ                   | Desclassificado (Disqualified)            |   |                                      |
| Recorde da temporada             | Recorde da temporada do atleta (Season best) | Recorde sul-americano | Recorde sul-americano (South America) | NM                         | Sem marca (No mark)                       |   |                                      |